# Methanosaetaceae
Famille
Genres de rang inférieur
- Methanosaeta

Les Methanosaetaceae sont une famille d'archées de l'ordre des Methanomicrobiales. 